# 岩出山町
岩出山町（いわでやままち）は、2006年まで宮城県玉造郡にあった町である。現在は大崎市の一部。1591年から1600年まで伊達政宗が本拠を置いていた。古川市への通勤率は17.4%（平成17年国勢調査）。

## 地理
- 河川：江合川、小山田川、内川
- 山：鳥屋山、蜂ヶ森

## 歴史
- 天正19年（1591年） - 伊達政宗が米沢城から本拠を移し、地名を岩手沢から岩出山に改める。
- 慶長8年（1603年） - 政宗が仙台城へ移ると、政宗の四男・宗泰が岩出山城主となり、以後幕末に至るまで宗泰の家系が岩出山を治める（岩出山伊達氏）。
- 明治22年（1889年）4月1日 - 町村制施行にともない、旧来の岩出山本郷（岩出山村）単独で町制施行し岩出山町が発足。
- 昭和29年（1954年）4月1日 - 西大崎村・一栗村・真山村と合併し、新制の岩出山町が発足。
- 昭和37年（1962年）10月27日 - 町章を制定[1]。
- 平成18年（2006年）3月31日 - 古川市・鳴子町・鹿島台町・三本木町・松山町・田尻町と合併し、大崎市となる。

## 行政
- 歴代町長

昭和の合併以前
| 代 | 氏名         | 就任                      | 退任                       | 備考 |
| -- | ------------ | ------------------------- | -------------------------- | ---- |
| 1  | 花淵信太郎   | 明治22年（1889年）4月25日 | 大正3年（1914年）8月15日   |      |
| 2  | 小平繁蔵     | 大正3年（1914年）8月26日  | 大正14年（1925年）4月13日  |      |
| 3  | 伊達宗夫     | 大正14年（1925年）6月5日  | 昭和12年（1937年）6月29日  |      |
| 4  | 阿部庄左ェ門 | 昭和12年（1937年）8月3日  | 昭和15年（1940年）2月15日  |      |
| 5  | 伊達宗夫     | 昭和15年（1940年）4月5日  | 昭和21年（1946年）11月30日 | 再任 |
| 6  | 宮本貞三郎   | 昭和21年（1946年）4月7日  | 昭和29年（1954年）3月31日  |      |

昭和の合併以後
| 代 | 氏名     | 就任                     | 退任                      | 備考 |
| -- | -------- | ------------------------ | ------------------------- | ---- |
| 1  | 千葉啓一 | 昭和29年（1954年）5月3日 | 昭和49年（1974年）4月8日  | 5選  |
| 2  | 今野頴   | 昭和49年（1974年）4月9日 | 昭和61年（1986年）4月8日  | 3選  |
| 3  | 桑折智夫 | 昭和61年（1986年）4月9日 | 平成2年（1990年）4月8日   |      |
| 4  | 佐藤仁一 | 平成2年（1990年）4月9日  | 平成18年（2006年）3月30日 | 4選  |

## 姉妹都市・友好都市
- 姉妹都市
  - 宇和島市（愛媛県） - 伊達政宗の庶長子・秀宗が治めた宇和島藩の城下町。
  - 当別町（北海道） - 岩出山伊達氏当主・伊達邦直が開拓した町。
- 友好都市
  - 中野市 （長野県） - 岩出山町の「真山」という地名や姓のルーツといわれ、「間山」という地区がある。

## 地域

### あ・ら・伊達な道の駅
一栗地区池月にある「あ・ら・伊達な道の駅」は全国でも有数の売上高を誇る巨大な道の駅で、近くの住民のみならず、観光客にも重要な場所である。

### 教育
高等学校
宮城県岩出山高等学校
中学校
岩出山町立岩出山中学校（1996年、当時の岩出山中学校、真山中学校、一栗中学校が統合されて開校した。）
建築家山本理顕の設計による有名な現代建築中学校。「風の翼」が象徴的である。
関連ある教科をまとめる、系列教科教室型が採用されている。言語系・自然系・生活系・芸術系の四つの部門に分類されている。外観は壮大であるが、通学する際には2つの長い上り坂を登らなければならないため非常に大変である。
小学校
岩出山町立真山小学校
岩出山町立池月小学校
岩出山町立上野目小学校
岩出山町立岩出山小学校
川北分校
岩出山町立西大崎小学校

## 交通

### 鉄道路線
- 東日本旅客鉄道

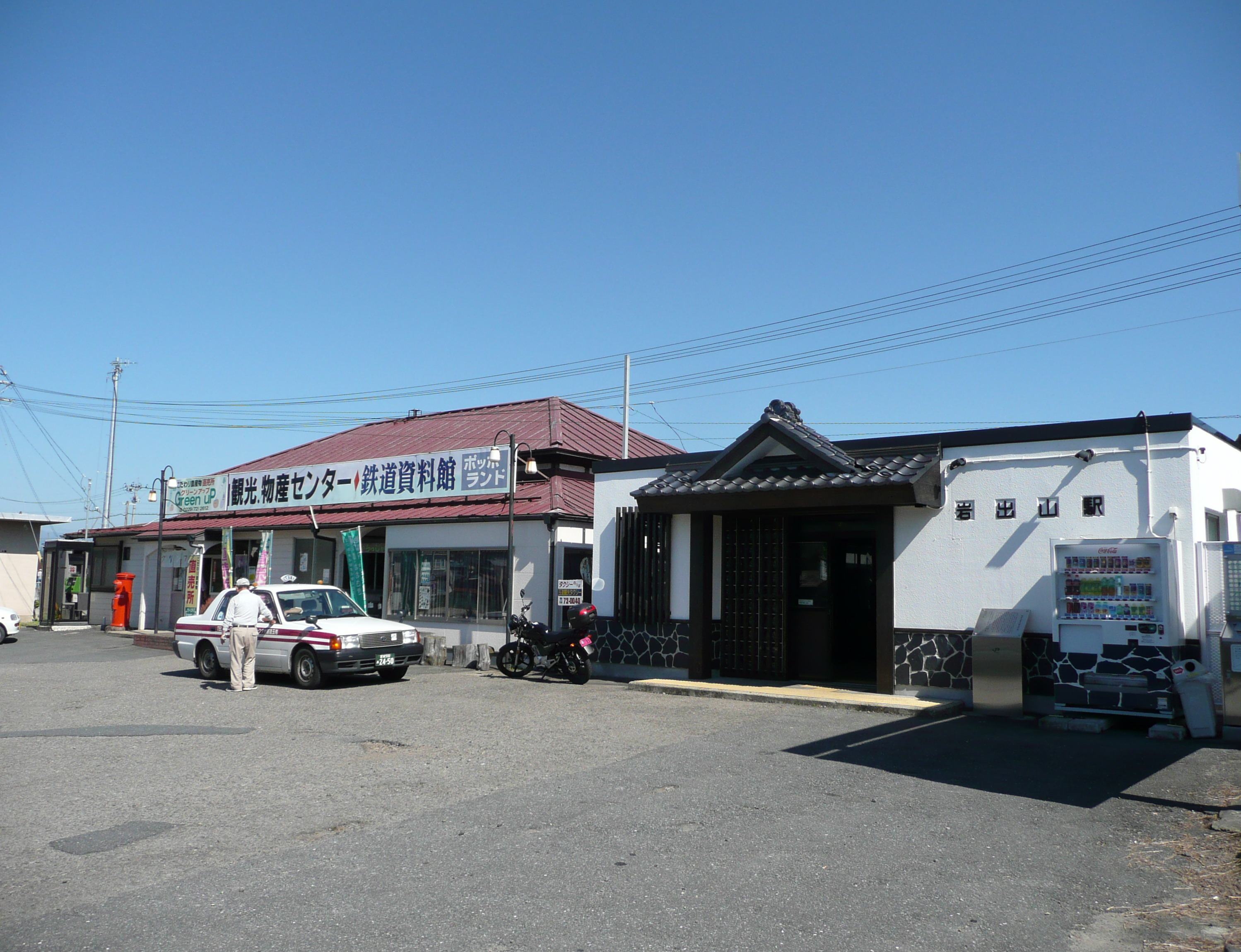
岩出山駅（2010年10月2日）

  - 陸羽東線：西大崎駅 - 岩出山駅 - 有備館駅 - 上野目駅 - 池月駅
- 中心となる駅：岩出山駅

### 路線バス
- 宮交大崎バス
  - 古川駅 - 岩出山町内 - 鳴子温泉駅前
- 岩出山町町営バス

### 道路
- 一般国道
  - 国道47号
  - 国道108号（47号と重複）
  - 国道457号
- 都道府県道
  - 宮城県道17号栗駒岩出山線
  - 宮城県道164号岩出山停車場線
  - 宮城県道165号古川岩出山線
  - 宮城県道166号岩出山上蝦沢線
  - 宮城県道167号真山高清水線
  - 宮城県道168号池月停車場線
  - 宮城県道226号岩出山宮崎線
  - 宮城県道253号鳴子池月線

## 名所・旧跡・観光スポット
- 感覚ミュージアム
- 岩出山城跡
- 旧有備館
- 天王寺一里塚
- 中鉢美術館
- 小さな小さな美術館

## 祭事・催物
- 政宗公祭り
- 互市
- バルーンフェスティバル

## 出身有名人
- 伊東総一郎 - クレー射撃選手。バルセロナ五輪・アトランタ五輪日本代表
- 佐左木俊郎 - 作家
- 宍戸治一 - プロバスケットボール選手、元U-18日本代表（富山グラウジーズ所属）
- 名取春仲 - 江戸時代の天文学者
- 今野龍太　東北楽天ゴールデンイーグルス　(投手)

## 名物
- 酒まんじゅう
- 凍み豆腐
- 大久保のかりんとう
- 沼えび
- ざる（竹細工）